# 北京市看板設置管理規範
「北京市看板設置管理規範」は 中華人民共和国 北京市市管理委員会 が発行の規定文書です。
2007年10月15日には、 北京市営委員会 は2002年に通過した 地域規制 の 「北京市街の外観環境衛条例」など規定を基づいて、「北京市看板設置管理規範」を制定した。
2017年9月30日に、 北京市市営委員会 が中華人民共和国広告法"、"北京市街の外観環境衛生規則"、"北京市都市全体計画プラン について、「北京市看板設置管理規範」を修正して、2007年の「北京市看板設置管理規範」を廃棄した。